# Донец, Михаил Иванович
Михаи́л Ива́нович Доне́ц (10 (22) января 1883, Киев — 10 сентября 1941) — украинский советский певец (бас), Народный артист Украинской ССР (1930). В 1913—1941 годах был (с перерывом) одним из ведущих солистов Киевского оперного театра. 

## Биография
Михаил Донец родился 11 (23) января 1883 года в многодетной рабочей семье. Пению обучался у Е. А. Массини, затем — у А. А. Сантагано-Горчаковой и М. В. Бочарова в Киеве. В 1905-13 пел в оперном театре С. И. Зимина в Москве. С 1913 года — солист Киевского оперного театра (в 1917-27 пел в Харькове и Свердловске). В репертуаре Михаила Донца были самые разнохарактерные партии: Тарас Бульба («Тарас Бульба» Лысенко), Карась («Запорожец за Дунаем» Гулак-Артемовского), Сусанин («Иван Сусанин» Глинки), Борис Годунов («Борис Годунов» Мусоргского), Кочубей («Мазепа» Чайковского), Додон («Золотой петушок» Римского-Корсакова), Мефистофель («Фауст» Гуно) и др..
С началом Первой мировой войны его мобилизовали в военный госпиталь: днем Донец он работал там, а вечером пел в театре. За свою жизнь Донец овладел более 130 партиями басового оперного репертуара. В 1924 году он стал первым заслуженным артистом УССР, а в 1930 получил звание народного артиста. В 1936 году он был награжден орденом Трудового Красного Знамени. Был членом ВКП (б) с 1940 года.

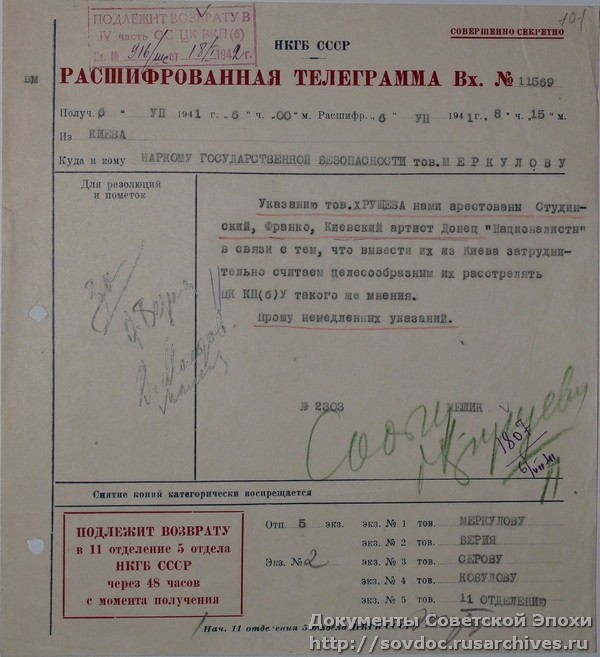

В ночь со 2 на 3 июня 1941 года певец был арестован. Вот что ему инкриминировалось: «Антисоветски настроенное лицо. Критиковал мероприятия партии и правительства, распространял антисоветские пасквили и анекдоты, переписывался со знакомыми и родственниками за границей». На допросе он показал: «Никакой контрреволюционной работой никогда не занимался и националистом никогда не был. Я любил и люблю украинскую народную песню и украинскую музыку и больше никаких националистических увлечений у меня нет». В архиве была найдена шифротелеграмма от 6.07.1941, которую народный комиссар государственной безопасности УССР П. Мешик направил народному комиссару государственной безопасности СССР В. Меркулову. В этой шифротелеграмме указывается, что Михаил Донец, Кирилл Студзинский и Пётр Франко были арестованы по указанию Никиты Хрущёва как «националисты» и запрашивается санкция на расстрел без суда всех троих в связи с тем, что «вывезти их из Киева затруднительно» (указывалось, что ЦК КП(б)У с этим согласен). На шифротелеграмме имеется резолюция «За» и подписи Л. Берии, Г. Маленкова и В. Молотова.
В 1955 году уголовное дело Донца было закрыто «за отсутствием состава преступления», а в конце 1980-х годов его материалы были опубликованы.

## Семья
Жена — Мария Донец-Тессейр (1889—1974), оперная певица, народная артистка УССР.

## Награды
- Орден Трудового Красного Знамени (23.03.1936) — «за выдающиеся заслуги в деле развития украинского оперного искусства, украинской музыки, песни и танцев»
- Народный артист Украинской ССР (1930).

## Увековечивание памяти
- Его именем названа улица в Соломенском районе Киева (бывшая Затонского)[9].